# Saft

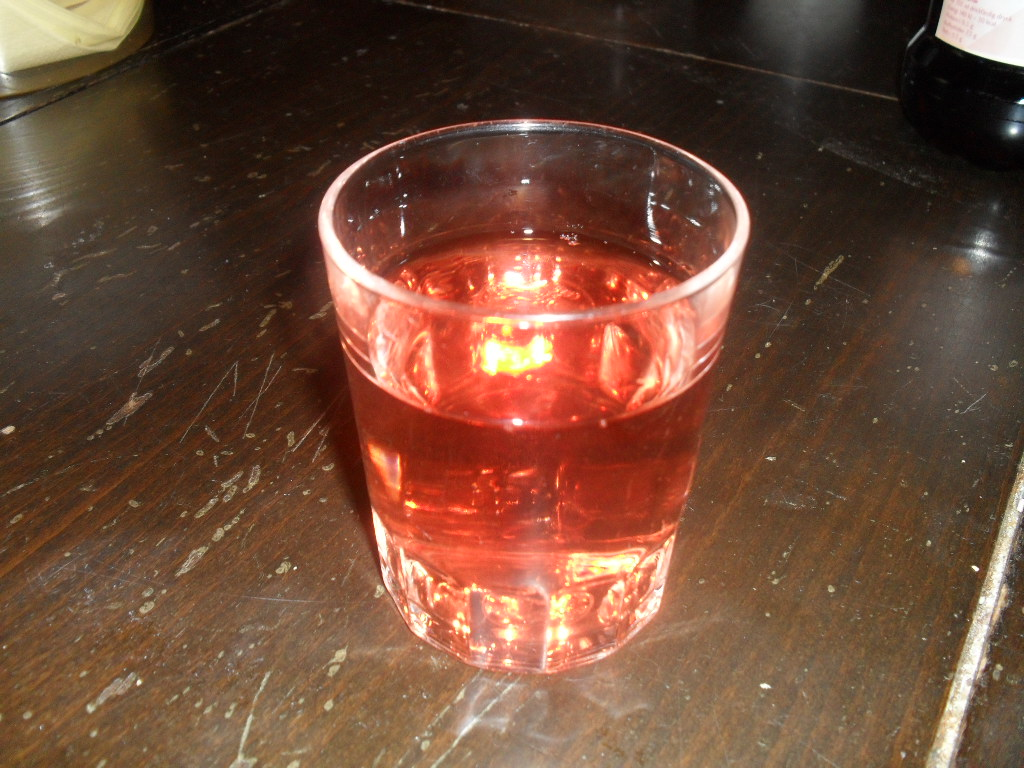
Ett glas med svensk blandsaft.

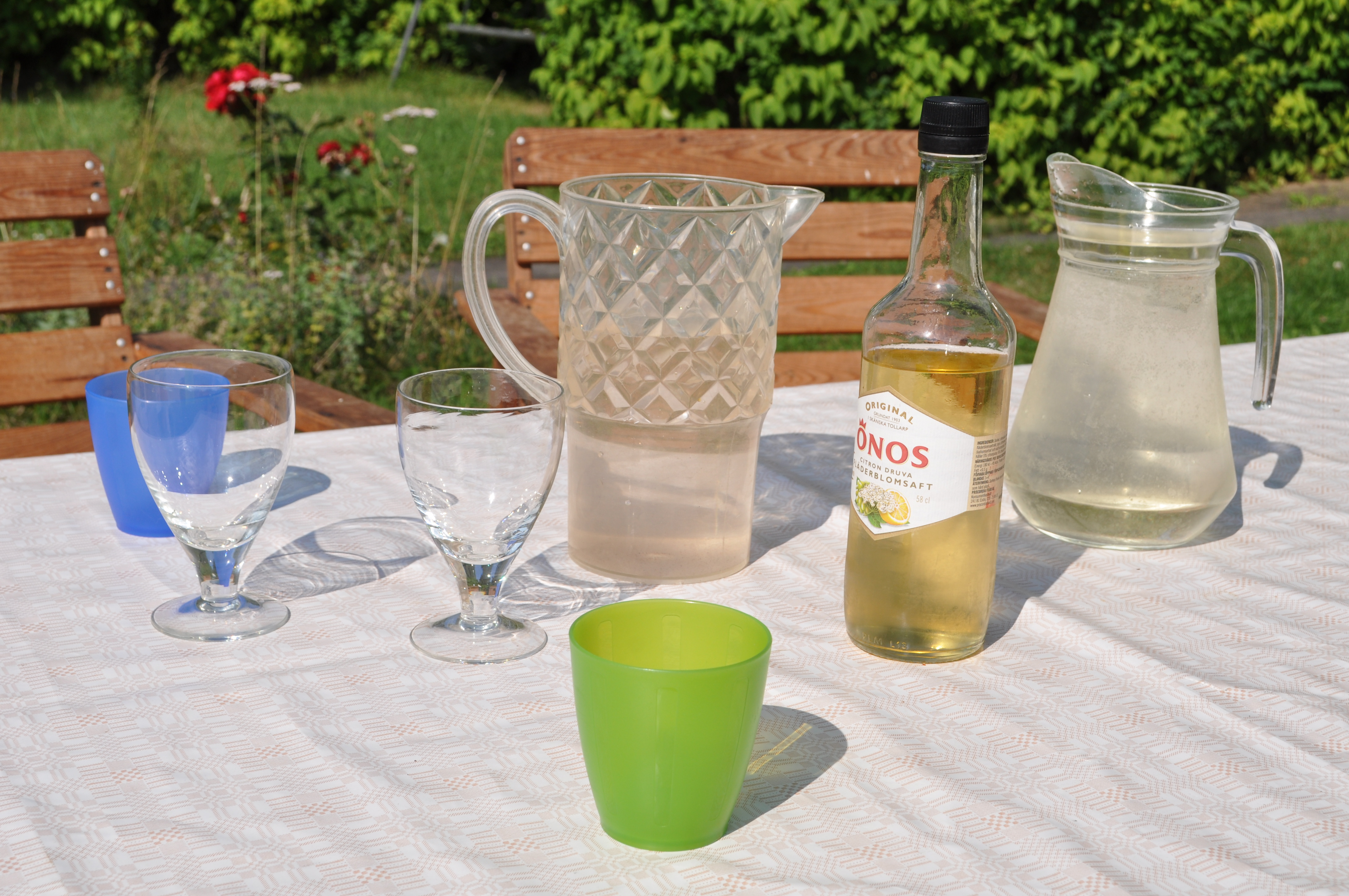
Dukat för saftkalas med fläderblomssaft.

Saft är en dryck som oftast framställs genom att man kokar vatten, socker och frukt eller bär som silas för att skilja ur bären från vätskan. Processen förlänger hållbarhetstiden på bären/frukten som i färskt tillstånd förfars relativt fort. Kokad saft har längre hållbarhet än rårörd saft, där bär, socker och vatten rörs ihop utan kokning.
Saft säljs ofta i form av koncentrat som skall spädas med vatten, men koncentrationsgraden kan öka genom avdunstning av vätskan genom ytterligare kokning, vilket främst används inom industrin.
Vanliga exempel på saft i Sverige är jordgubbssaft, hallonsaft, apelsinsaft, svartvinbärssaft, fläderblomssaft och blandsaft. Blandsaft innehåller en blandning av olika bär och/eller frukter och märks ibland till exempel blandsaft jordgubb då jordgubbssmaken ska vara framträdande. Det är däremot inte säkert att den innehåller mer jordgubb än övriga frukter eller bär. Röda blandsafter innehåller ofta en hel del äpple, päron, fläder och druva. Dessa frukter och bär står dock angivna på innehållsdeklarationen.
Genom att upphetta saft och tillsätta julkryddor kan man tillverka en alkoholfri saftglögg. Varm saft kan även användas som grund till saftsås och saftsoppa.

## Reglering
Eftersom saft ofta säljs i koncentrerad form krävs att förpackningen har en bruksanvisning som förklarar hur den ska spädas för att kunna konsumeras på bästa sätt. 
I Finland definieras saft som en produkt som framställts av frukt- eller grönsaksjuice, ska kunna drickas som den är eller utspädd, och den får inte motsvara den definition som finns på fruktnektar. Tidigare skulle drycken ha en juicehalt om minst 35 %.